# 바트아이블링
바트아이블링(Bad Aibling)은 독일 바이에른주의 도시이다. 뮌헨으로부터 남동쪽으로 56km 떨어져 있다.
2016년, 열차 충돌 사고가 발생하여 10명이 사망하였다.